# Lyssytschansk

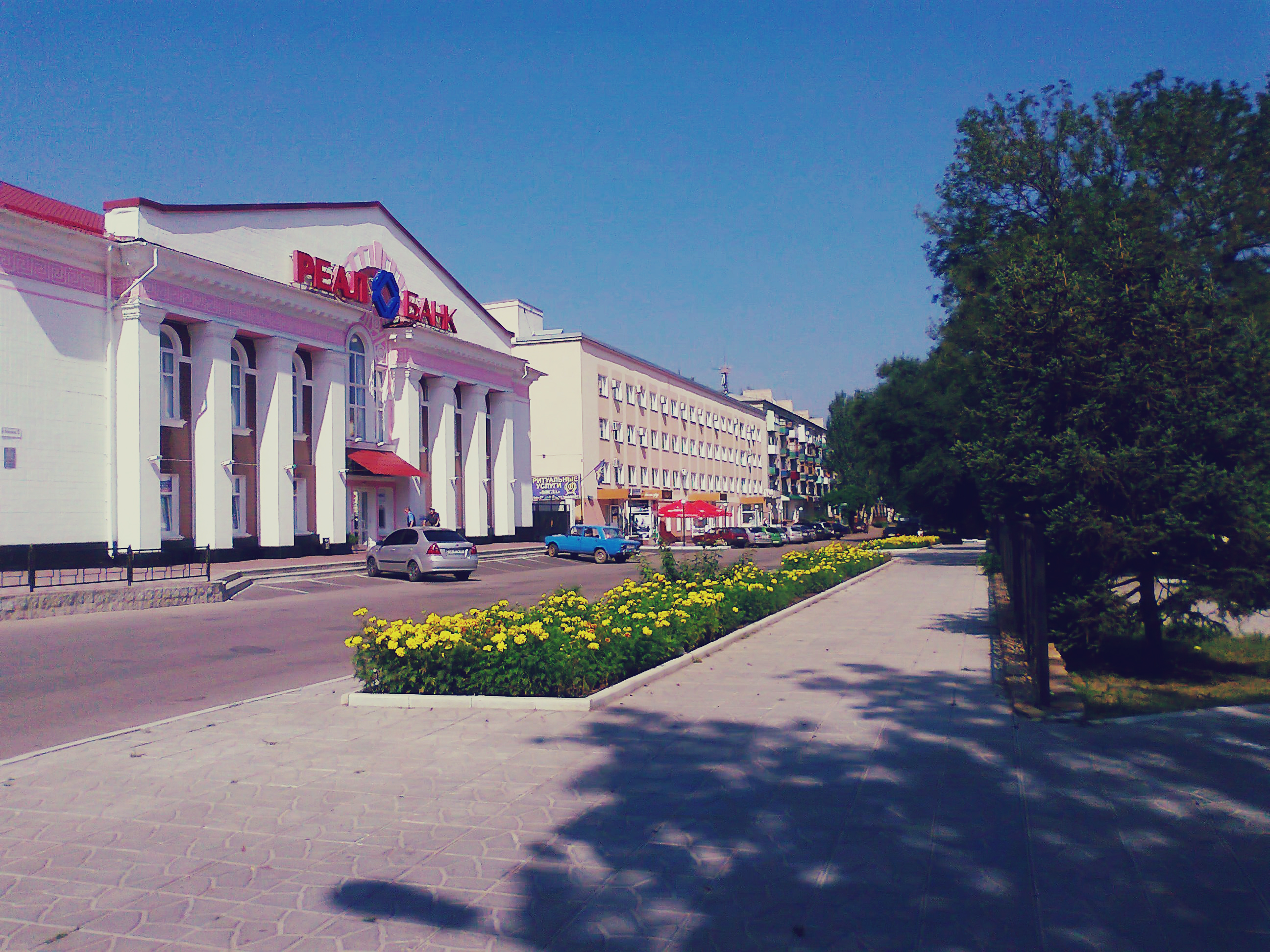
Blick ins Stadtzentrum

Lyssytschansk (ukrainisch Лисичанськ; russisch Лисичанск Lissitschansk, englisch Lysychansk) ist eine Großstadt mit etwa 100.000 Einwohnern (2014) im Norden der Oblast Luhansk in der Ukraine. Es liegt etwa 70 km nordwestlich von Luhansk und 100 km nordöstlich der in der angrenzenden Oblast liegenden Stadt Donezk.

## Geografie
Lyssytschansk liegt am Ufer des Siwerskyj Donez, des größten Zuflusses auf der rechten Seite des Dons. Gemeinsam mit der östlichen Nachbarstadt Sjewjerodonezk bildet es eine kleine Agglomeration im nördlichen Donbass (Donezbecken).

## Geschichte

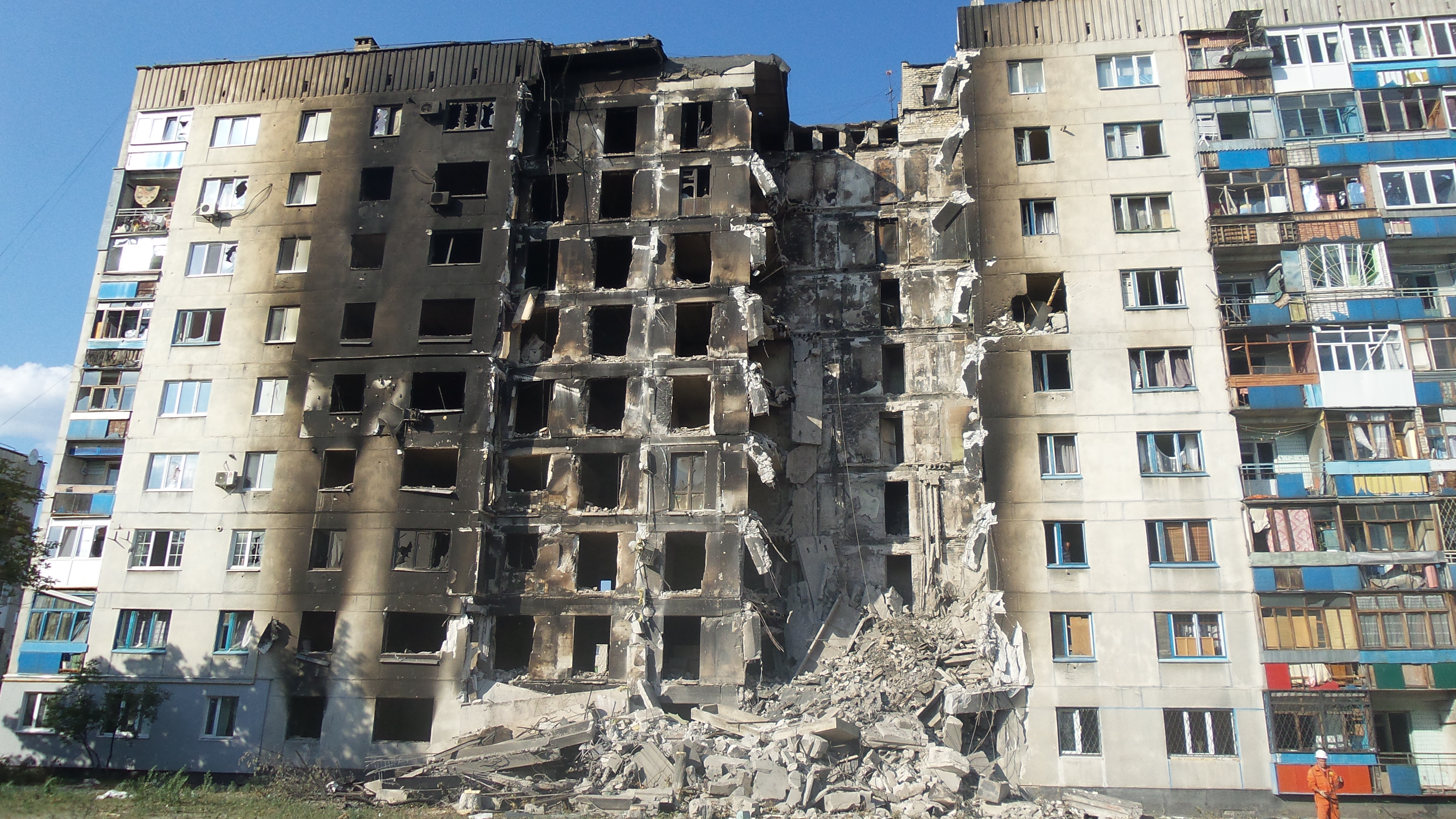
Im russischen Krieg in der Ukraine zerstörtes Wohnhaus im August 2014

Die im Juli 1710 erstmals schriftlich erwähnte Ortschaft war 1786 Standort des ersten Bergwerks im Donezbecken. Im Dezember 1917 wurde Lyssytschansk sowjetisch und 1938 erhielt der Ort das Stadtrecht.
In der Stadt bestand das Kriegsgefangenenlager 125 für deutsche Kriegsgefangene des Zweiten Weltkriegs.
Am 4. Januar 1965 wurde die ehemaligen Städte Proletarsk zusammen mit Werchneje in die Stadt Lyssytschansk eingegliedert.
Am 24. Februar 2022 begannen russische Streitkräfte den russischen Überfall auf die Ukraine.
Sie versuchten seit etwa Mitte Mai 2022, die ukrainischen Truppen rund um Sjewjerodonezk und Lyssytschansk vom Nachschub aus dem Gebiet Donezk abzuschneiden.
Russische Truppen zerstörten am 12. Juni 2022 mit 240-Millimeter-Mörsern die letzte Donez-Brücke, die die Zwillingsstädte Lyssytschansk und Sjewjerodonezk verband.
Anfang Juli 2022 besetzten sie nach wochenlangen Kämpfen Lyssytschansk.

## Verwaltungsgliederung
Am 12. Juni 2020 wurde die Stadt zum Zentrum der neugegründeten Stadtgemeinde Lyssytschansk (Лисичанська міська громада/Lyssytschanska miska hromada). Zu dieser zählen auch 2 Städte Nowodruschesk und Prywillja, die 4 Siedlungen städtischen Typs Bilohoriwka, Malorjasanzewe, Myrna Dolyna und Wowtschojariwka, die 6 in der untenstehenden Tabelle aufgelistetenen Dörfer sowie die 4 Ansiedlungen Loskutiwka, Lyssytschanskyj, Pidlisne und Topoliwka, bis dahin bildete sie zusammen mit den in den 1960er Jahren eingemeindeten Städten Nowodruschesk und Prywillja die gleichnamige Stadtratsgemeinde Lyssytschansk (Лисичанська міська рада/Lyssytschanska miska rada) welche direkt unter Oblastverwaltung stand und im Norden des ihn umschließenden Rajons Popasna lag.
Seit dem 17. Juli 2020 ist sie ein Teil des Rajons Sjewjerodonezk.
Folgende Orte sind neben dem Hauptort Lyssytschansk Teil der Gemeinde:
| Name                     | Name              | Name                                 |
| ukrainisch transkribiert | ukrainisch        | russisch                             |
| ------------------------ | ----------------- | ------------------------------------ |
| Bila Hora                | Біла Гора         | Белая Гора (Belaja Gora)             |
| Bilohoriwka              | Білогорівка       | Белогоровка (Belogorowka)            |
| Loskutiwka               | Лоскутівка        | Лоскутовка (Loskutowka)              |
| Lyssytschanskyj          | Лисичанський      | Лисичанский (Lissitschanski)         |
| Malorjasanzewe           | Малорязанцеве     | Малорязанцево (Malorjasanzewo)       |
| Myrna Dolyna             | Мирна Долина      | Мирная Долина (Mirnaja Dolina)       |
| Nowodruschesk            | Новодружеськ      | Новодружеск                          |
| Pidlisne                 | Підлісне          | Подлесное (Podlesnoje)               |
| Prywillja                | Привілля          | Приволье (Priwolje)                  |
| Raj-Oleksandriwka        | Рай-Олександрівка | Рай-Александровка (Rai-Alexandrowka) |
| Schypyliwka              | Шипилівка         | Шипиловка (Schipilowka)              |
| Solotariwka              | Золотарівка       | Золотарёвка (Solotarjowka)           |
| Topoliwka                | Тополівка         | Тополевка (Topolewka)                |
| Ustyniwka                | Устинівка         | Устиновка (Ustinowka)                |
| Werchnjokamjanka         | Верхньокам'янка   | Верхнекаменка (Werchnekamenka)       |
| Wowtschojariwka          | Вовчоярівка       | Волчеяровка (Woltschejarowka)        |

## Wirtschaft und Infrastruktur
Lyssytschansk ist ein bedeutender Standort der Chemieindustrie in der Region.

## Söhne und Töchter der Stadt
- Kliment J. Woroschilow (1881–1969), sowjetischer Politiker und Verteidigungsminister; Marschall der Sowjetunion
- Fedir Abramow (1904–1982), Geologe und Bergbauingenieur
- Igor Sergejew (1938–2006), russischer Offizier und Verteidigungsminister; Marschall der Russischen Föderation
- Nina Morgunowa (* 1951), Leichtathletin[10]
- Hennadij Masljuk (* 1952), Politiker[11]
- Olena Prus (* 1986), Badmintonspielerin
- Jewhen Potschtarjow (* 1987), Badmintonspieler
- Artem Potschtarjow (* 1993), Badmintonspieler

## Bevölkerungsentwicklung
| 1923  | 1926  | 1939   | 1959   | 1970    | 1979    | 1989    | 2001    | 2005    | 2014    |
| ----- | ----- | ------ | ------ | ------- | ------- | ------- | ------- | ------- | ------- |
| 4.122 | 6.624 | 26.181 | 37.878 | 117.752 | 119.487 | 126.503 | 115.229 | 111.451 | 103.459 |

Quelle: 